# Ignacio López Tarso
Ignacio López Tarso, nom de scène d'Ignacio López López (né le 15 janvier 1925 à Mexico et mort le 11 mars 2023 dans la même ville,), est un acteur de cinéma et de télévision et un homme politique mexicain. Le film qui a consolidé López Tarso sur grand écran et lui a donné beaucoup de satisfaction est le film multi-primé : Macario, tourné en 1959 sous la direction de Roberto Gavaldón, intrigue de B. Traven (basé sur un conte des frères Grimm), scénario d'Emilio Carballido et de Roberto Gavaldón lui-même.

## Biographie
Ignacio López Tarso reçoit le prix Ariel du meilleur acteur pour Rosa Blanca en 1973, suivi du prix Ariel d'or en 2007 pour l'ensemble de sa carrière. Il a été honoré à plusieurs reprises aux prix TVyNovelas.
Au moment de sa mort, il était l'une des dernières stars survivantes de l'époque dorée du cinéma mexicain et la plus âgée encore vivante.
Outre le cinéma, Ignacio López Tarso est apparu dans plus de vingt séries télévisées et a sorti huit albums, dont beaucoup récitent des poèmes et des corridos sur la révolution mexicaine . À un moment donné, il a exercé les fonctions d'homme politique et est devenu député fédéral . Il a également occupé des postes dans diverses organisations et syndicats liés à l'acteur et aux associations cinématographiques.

## Filmographie
- 1952 : Hambre nuestra de cada día de Rogelio A. González
- 1954 : La Desconocida de Chano Urueta
- 1955 : Chilam Balam d'Íñigo de Martino
- 1957 : Feliz año, amor mío de Tulio Demicheli
- 1957 : Vainilla, bronce y morir (Una mujer más) de Rogelio A. González
- 1958 : Ama a tu prójimo de Tulio Demicheli
- 1959 : La cucaracha d'Ismael Rodríguez
- 1959 : Nazarín de Luis Buñuel
- 1959 : Sonatas de Juan Antonio Bardem
- 1960 : La Estrella vacía d'Emilio Gómez Muriel
- 1960 : La sombra del caudillo de Julio Bracho
- 1960 : Macario de Roberto Gavaldón
- 1961 : Cuatro en la trampa (TV)
- 1961 : Ellas también son rebeldes d'Alejandro Galindo
- 1961 : Juana Gallo de Miguel Zacarías
- 1961 : Les Frères Del Hierro (Los hermanos Del Hierro) d'Ismael Rodríguez
- 1961 : Rosa blanca de Roberto Gavaldón
- 1961 : Y Dios la llamó Tierra de Carlos Toussaint
- 1963 : Corazón de niño de Julio Bracho
- 1963 : Cri Cri el grillito cantor de Tito Davison
- 1963 : Días de otoño de Roberto Gavaldón
- 1963 : El hombre de papel d'Ismael Rodríguez
- 1963 : La Bandida de Roberto Rodríguez
- 1964 : El Gallo de oro de Roberto Gavaldón
- 1964 : Furia en el Edén de Mauricio de la Serna
- 1965 : Toujours plus loin (Tarahumara (Cada vez más lejos)) de Luis Alcoriza
- 1965 : Un Hombre en la trampa de Rafael Baledón
- 1966 : Amor y orgullo de Enrique Rambal (TV)
- 1967 : La Tormenta de Raúl Araiza (TV)
- 1967 : Pedro Páramo de Carlos Velo
- 1968 : La Puerta y la mujer del carnicero de Luis Alcoriza, Ismael Rodríguez et Chano Urueta
- 1968 : Las visitaciones del diablo d'Alberto Isaac
- 1968 : Un Largo viaje hacia la muerte de José María Fernández Unsáin
- 1969 : La Trinchera de Carlos Enrique Taboada
- 1970 : La Constitución de Ernesto Alonso (TV)
- 1970 : La Vida inútil de Pito Pérez de Roberto Gavaldón
- 1971 : La Generala de Juan Ibáñez
- 1971 : Rosas para Veronica de Carlos Barrios Porras (TV)
- 1972 : Cayó de la gloria el diablo de José Estrada
- 1972 : El Carruaje (TV)
- 1972 : El Edificio de enfrente de Guillermo Diazayas (TV)
- 1973 : El Honorable señor Valdez de Manolo García (TV)
- 1973 : El Profeta Mimi de José Estrada
- 1974 : En busca de un muro de Julio Bracho
- 1974 : Hernán Cortez de Raúl Araiza
- 1975 : Rapiña de Carlos Enrique Taboada
- 1976 : Los albañiles de Jorge Fons
- 1976 : Renuncia por motivos de salud de Rafael Baledón
- 1977 : La Casta divina de Julián Pastor
- 1977 : ¿Y ahora qué, señor fiscal? de León Klimovsky
- 1978 : Los Amantes frios de Julio Bracho, Miguel Morayta et Julián Soler
- 1979 : Amor prohibido (TV)
- 1980 : El Combate (TV)
- 1981 : El Derecho de nacer (TV)
- 1981 : El Periquillo sarniento (TV)
- 1982 : Antonieta de Carlos Saura
- 1984 : Au-dessous du volcan de John Huston
- 1985 : El Gran mundo del teatro de Rafael Baldwin (TV)
- 1985 : Toña machetes de Raúl Araiza
- 1986 : Astucia de Mario Hernández
- 1986 : El Otro d'Arturo Ripstein
- 1987 : Muelle rojo de José Luis Urquieta
- 1987 : Viva México (TV)
- 1988 : La Trampa (TV)
- 1989 : Ángeles blancos (TV)
- 1991 : Codicia mortal de Paco del Toro
- 1993 : Tirano Banderas de José Luis García Sánchez
- 1995 : Imperio de cristal (TV)
- 1997 : Esmeralda (TV)
- 1997 : Reclusorio d'Ismael Rodríguez
- 1997 : Santo Luzbel de Miguel Sabido
- 1998 : Ángela (TV)
- 1998 : Camila (TV)
- 2000 : La Casa en la playa (TV)
- 2001 : Atrévete a olvidarme (TV)
- 2001 : Navidad sin fin (TV)
- 2002 : ¡Vivan los niños!  (TV)
- 2002 : Veneno de Montserrat Larque
- 2003 : De pocas, pocas pulgas (TV)
- 2005 : La Esposa virgen (TV)
- 2005 : Peregrina (TV)
- 2007 : El Pantera (TV)
- 2008 : Morenita de Alan Jonsson

## Récompenses
- 1960 : Golden Gate Award au Festival du film de San Francisco pour Macario de Roberto Gavaldón
- 1963 : Golden Gate Award au Festival du film de San Francisco pour El Hombre de papel d'Ismael Rodríguez
- 2002 : Award au Festival du film indépendant de Chamizal pour l'ensemble de sa carrière
- 2007 : Ariel d'Or Spécial pour l'ensemble de sa carrière